# Lavande (couleur)
Pour l’article homonyme, voir Lavande.

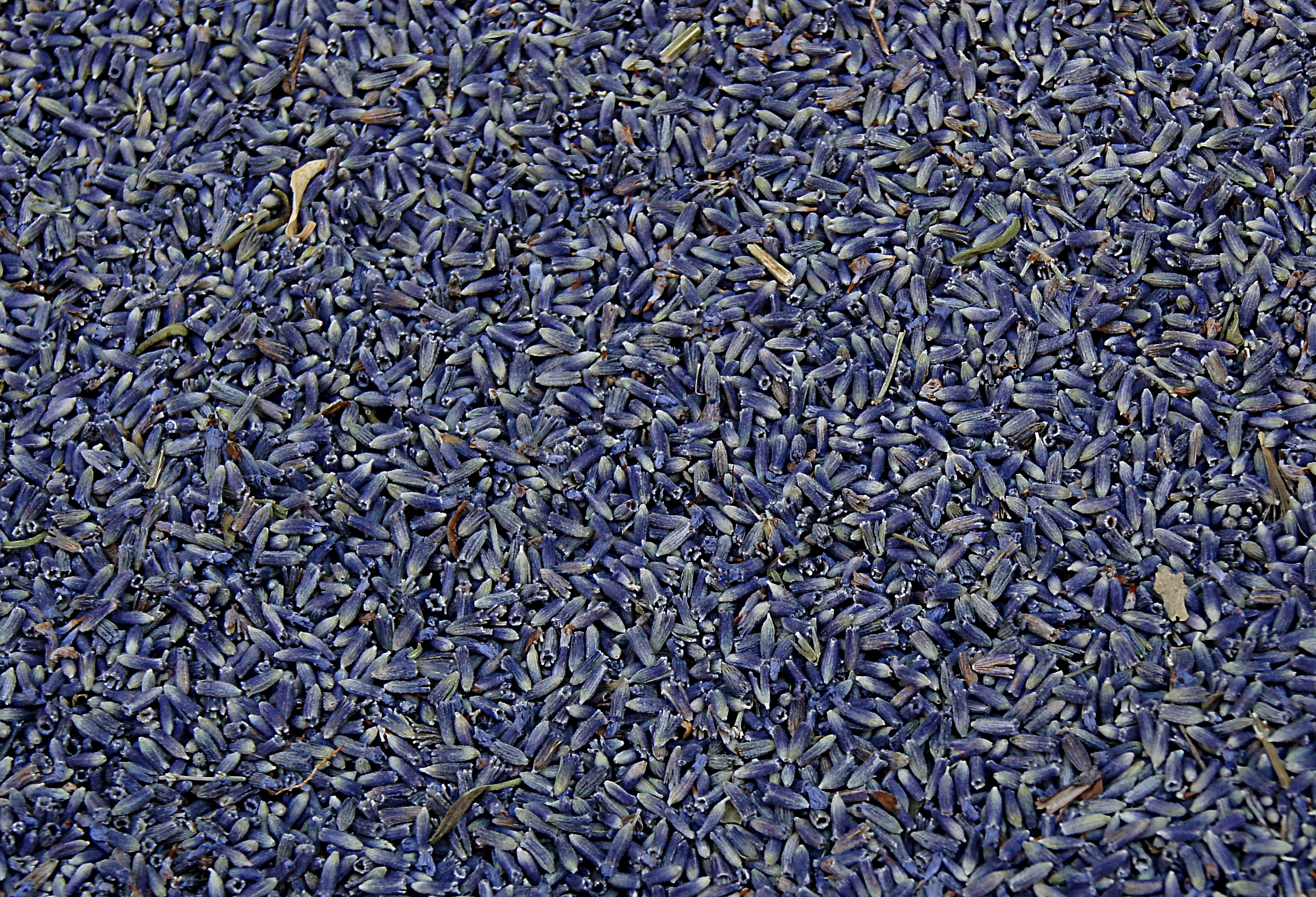
Fleurs de lavande séchées.

Lavande est un nom de couleur inspiré par celle de la plante (lavande). C'est une teinte mal définie, pour les uns gris-bleu pâle, pour d'autres proche du mauve. Elle fait partie du champ chromatique bleu.
L'essence de lavande, utilisé en parfumerie, est incolore et n'est pas utilisée en arts graphiques ; celle extraite de la lavande aspic (lavandula latifolia), incolore également, sert de conservateur dans certaines peintures.

## Un gris-bleu pâle violacé
Pour Michel-Eugène Chevreul, la couleur « gris lavandé » de l’Instruction générale sur la teinture des laines de 1671 est un gris-bleu violacé clair qu'il cote 2 bleu-violet 3/10 6 ton. Le Répertoire de couleurs de la Société des chrysantémistes, de 1905, présente un « bleu lavande », violacé et clair, en indiquant qu'il s'agit de la couleur des fleurs de la lavande aspic, mais aussi du violet Hoffmann (Rosaniline méthylée), aussi vendu comme magenta.
Cette description correspond aux produits de la nomenclature du marchand de couleurs pour l'aquarelle Holbein, chez qui la teinte est un violet clair, comme le Bleu lavande n° 150  de la gamme des papiers mi-teinte Canson.
Le nom Lavande ((en) Lavender)  n'est pas référencé dans le Colour Index. 
Les fabricants de filtres pour éclairage de scène considèrent que la couleur lavande s'obtient avec l'équivalent de la superposition d'un filtre de correction de couleur Cyan et d'un filtre Magenta de densité double, résultant en un bleu tirant sur le pourpre disponible en plusieurs densités, par exemple Filtre Lavender 15.

### Couleur du web
La liste étendue des couleurs HTML/SVG associe au nom Lavande ((en) Lavender) le code de couleur défini par le triplet rgb(230, 230, 250).

## Autres nuances
Le Bleu Lavande (n° 141) Caran d'Ache est un bleu ciel, dénommé ainsi en anglais, sans indication de composition.
Certains fabricants vendent sous le nom Bleu lavande un pigment bleu outremer (PB29) fabriqué à partir d'un aluminosilicate de sodium, à des fins de mélange à faible dose dans un médium blanc opaque.